# Kanurennsport-Weltmeisterschaften 2006
Die 35. Kanurennsport-Weltmeisterschaften fanden vom 17. bis 20. August 2006 in der ungarischen Stadt Szeged statt. Veranstaltet wurden die Weltmeisterschaften vom Internationalen Kanuverband (ICF). Szeged war nach 1998 zum zweiten Mal Gastgeber der Kanurennsport-Weltmeisterschaften.
Insgesamt wurden 27 Wettbewerbe in den Disziplinen Canadier und Kajak ausgetragen, wobei 18 bei den Männern und nur 9 bei den Frauen, da bei ihnen nur Kajak-Wettbewerbe ausgetragen wurden. Die Distanzen der Regatten betrugen 200 m, 500 m und 1000 m.
Austragungsort war eine 2400 m lange und 122 m breite künstliche Regattastrecke im Westen Szegeds.

## Highlights
Das Gastgeberland Ungarn gewann 12 der 27 Goldmedaillen. Deutschland und Russland gewannen jeweils 4 Goldmedaillen.
Die Europäer wurden von dem Sieg des Mexikaners Everardo Cristóbal im C-1-1000-m-Finale geschockt. Dieser Sieg brachte Mexiko die erste Goldmedaille ein.

## Ergebnisse

### Männer

#### Canadier
| Event      | Gold                                                                                          | Zeit     | Silber                                                                                        | Zeit     | Bronze                                                                                              | Zeit     |
| ---------- | --------------------------------------------------------------------------------------------- | -------- | --------------------------------------------------------------------------------------------- | -------- | --------------------------------------------------------------------------------------------------- | -------- |
| C-1 200 m  | Russland Nikolai Lipkin                                                                       | 39.789   | Ukraine Valentin Demjanenko                                                                   | 40.137   | Litauen Jevgenij Cuklin                                                                             | 40.441   |
| C-1 500 m  | Russland Maxim Opalew                                                                         | 1:49.727 | Ukraine Jurij Tscheban                                                                        | 1:50.459 | Volksrepublik China Yang Wenjun                                                                     | 1:50.603 |
| C-1 1000 m | Mexiko Everardo Cristóbal                                                                     | 4:07.855 | Deutschland Andreas Dittmer                                                                   | 4:10.741 | Ungarn Attila Vajda                                                                                 | 4:11.347 |
| C-2 200 m  | Russland Jewgeni Ignatow Iwan Schtyl                                                          | 36.494   | Deutschland Christian Gille Tomasz Wylenzek                                                   | 36.978   | Litauen Raimundas Labuckas Tomas Gadeikis                                                           | 37.058   |
| C-2 500 m  | Russland Alexander Kostoglod Sergei Ulegin                                                    | 1:41.520 | Deutschland Stefan Holtz Robert Nuck                                                          | 1:42.792 | Ungarn György Kozmann György Kolonics                                                               | 1:42.942 |
| C-2 1000 m | Ungarn György Kozmann György Kolonics                                                         | 3:43.781 | Kanada Attila Buday Tamas Buday                                                               | 3:46.151 | Ukraine Maksym Prokopenko Serhij Besuhlyj                                                           | 3:46.769 |
| C-4 200 m  | Tschechien Petr Procházka Jiří Heller Jan Břečka Petr Fuksa                                   | 34.052   | Belarus Konstantin Shcharbak Dsmitryj Rabtschanka Aljaksandr Waltschezki Dsmitryj Wajzischkin | 34.132   | Ungarn Pál Sarudi Márton Joób Gábor Horváth Péter Balázs                                            | 34.336   |
| C-4 500 m  | Belarus Dsmitryj Rabtschanka Dsmitryj Wajzischkin Konstantin Shcharbak Aljaksandr Waltschezki | 1:31.820 | Polen Łukasz Woszczyński Paweł Baraszkiewicz Marcin Grzybowski Pawel Skowronski               | 1:32.360 | Rumänien Gabriel Talpă Florin Mironcic Loredan Popa Silviu Simioncencu                              | 1:33.710 |
| C-4 1000 m | Deutschland Robert Nuck Stephan Breuing Stefan Holtz Thomas Lück                              | 3:27.422 | Kanada Andrew Russell Thomas Hall Kyle Jeffery Dmitri Joukovski                               | 3:28.394 | Belarus Aliaksandr Kurliandchyk Aljaksandr Schukouski Aljaksandr Bahdanowitsch Andrej Bahdanowitsch | 3:28.880 |

#### Kajak
| Event      | Gold                                                                  | Zeit     | Silber                                                             | Zeit     | Bronze                                                                              | Zeit     |
| ---------- | --------------------------------------------------------------------- | -------- | ------------------------------------------------------------------ | -------- | ----------------------------------------------------------------------------------- | -------- |
| K-1 200 m  | Deutschland Ronald Rauhe                                              | 35.200   | Spanien Carlos Pérez                                               | 35.396   | Ukraine Mykola Kremer                                                               | 35.516   |
| K-1 500 m  | Polen Marek Twardowski                                                | 1:38.596 | Russland Anton Rjachow                                             | 1:38.698 | Deutschland Lutz Altepost                                                           | 1:39.832 |
| K-1 1000 m | Schweden Markus Oscarsson                                             | 3:39.359 | Vereinigtes Königreich Tim Brabants                                | 3:39.419 | Neuseeland Ben Fouhy                                                                | 3:39.443 |
| K-2 200 m  | Deutschland Ronald Rauhe Tim Wieskötter                               | 32.660   | Polen Marek Twardowski Adam Wysocki                                | 32.804   | Serbien Dragan Zoric Ognjen Filipović                                               | 32.912   |
| K-2 500 m  | Deutschland Ronald Rauhe Tim Wieskötter                               | 1:27.791 | Kanada Richard Dessureault-Dober Andrew Willows                    | 1:28.631 | Ungarn Gábor Kucsera Zoltán Kammerer                                                | 1:29.063 |
| K-2 1000 m | Ungarn Gábor Kucsera Zoltán Kammerer                                  | 3:17.791 | Deutschland Rupert Wagner Andreas Ihle                             | 3:19.075 | Polen Tomasz Górski Adam Seroczyński                                                | 3:19.837 |
| K-4 200 m  | Serbien Milan Đenadić Ognjen Filipović Bora Sibinkic Dragan Zoric     | 29.965   | Ungarn Viktor Kadler Gergely Gyertyános Balázs Babella István Beé  | 30.033   | Russland Sergei Kossilow Konstantin Wischnjakow Stepan Schewtschuk Sergei Chowanski | 30.401   |
| K-4 500 m  | Slowakei Richard Riszdorfer Michal Riszdorfer Róbert Erban Erik Vlček | 1:20.606 | Ungarn Attila Csamangó Gábor Bozsik Attila Boros Márton Sík        | 1:21.188 | Polen Adam Wysocki Paweł Baumann Przemysław Gawrych Tomasz Mendelski                | 1:21.536 |
| K-4 1000 m | Ungarn Ákos Vereckei Roland Kökény Lajos Gyökös Gábor Horváth         | 2:56.523 | Polen Marek Twardowski Tomasz Mendelski Paweł Baumann Adam Wysocki | 2:57.873 | Belarus Wadsim Machneu Dsjamjan Turtschyn Aljaksej Abalmassau Raman Petruschenka    | 2:57.897 |

### Frauen

#### Kajak
| Event      | Gold                                                                 | Zeit     | Silber                                                                            | Zeit     | Bronze                                                                 | Zeit     |
| ---------- | -------------------------------------------------------------------- | -------- | --------------------------------------------------------------------------------- | -------- | ---------------------------------------------------------------------- | -------- |
| K-1 200 m  | Ungarn Tímea Paksy                                                   | 40.203   | Slowenien Špela Ponomarenko                                                       | 40.947   | Kanada Karen Furneaux                                                  | 41.071   |
| K-1 500 m  | Ungarn Dalma Benedek                                                 | 1:52.287 | Italien Josefa Idem                                                               | 1:53.265 | Volksrepublik China Zhong Hongyan                                      | 1:53.307 |
| K-1 1000 m | Ungarn Dalma Benedek                                                 | 4:04.683 | Deutschland Katrin Wagner-Augustin                                                | 4:06.933 | Tschechien Michala Mrůzková                                            | 4:07.293 |
| K-2 200 m  | Ungarn Katalin Kovács Natasa Janics                                  | 37.423   | Deutschland Katrin Wagner-Augustin Fanny Fischer                                  | 37.919   | Finnland Jenni Honkanen Anne Rikala                                    | 37.983   |
| K-2 500 m  | Ungarn Katalin Kovács Natasa Janics                                  | 1:41.998 | Tschechien Jana Blahová Michala Mrůzková                                          | 1:43.408 | Deutschland Fanny Fischer Gesine Ruge                                  | 1:43.432 |
| K-2 1000 m | Ungarn Katalin Kovács Natasa Janics                                  | 3:48.982 | Volksrepublik China Zhu Minyuan Yang Yali                                         | 3:49.756 | Belarus Hanna Pushkova-Areshka Natallja Bandarenka                     | 3:51.664 |
| K-4 200 m  | Ungarn Tímea Paksy Melinda Patyi Natasa Janics Katalin Kovács        | 34.650   | Deutschland Judith Hörmann Nicole Reinhardt Carolin Leonhardt Conny Waßmuth       | 35.090   | Schweden Josefin Nordlöw Sofia Paldanius Karin Johansson Anna Karlsson | 36.046   |
| K-4 500 m  | Ungarn Krisztina Fazekas Tímea Paksy Natasa Janics Katalin Kovács    | 1:31.763 | Deutschland Katrin Wagner-Augustin Carolin Leonhardt Conny Waßmuth Judith Hörmann | 1:31.817 | Rumänien Mariana Ciobanu Lidia Talpă Florica Vulpeş Alina Platon       | 1:34.535 |
| K-4 1000 m | Ungarn Natasa Janics Alexandra Keresztesi Katalin Kovács Tímea Paksy | 3:23.488 | Deutschland Carolin Leonhardt Miriam Frenken Tanja Schuck Silke Hörmann           | 3:24.106 | Volksrepublik China Yu Lamei Wang Feng Zhang Jinmei He Jing            | 3:25.012 |

## Medaillenspiegel
| Rang   | Nation                 | Gold | Silber | Bronze | Gesamt |
| ------ | ---------------------- | ---- | ------ | ------ | ------ |
| 1      | Ungarn                 | 12   | 2      | 4      | 18     |
| 2      | Deutschland            | 4    | 9      | 2      | 15     |
| 3      | Russland               | 4    | 1      | 1      | 6      |
| 4      | Polen                  | 1    | 3      | 2      | 6      |
| 5      | Belarus                | 1    | 1      | 3      | 5      |
| 6      | Tschechien             | 1    | 1      | 1      | 3      |
| 7      | Serbien                | 1    | -      | 1      | 2      |
|        | Schweden               | 1    | -      | 1      | 2      |
| 9      | Mexiko                 | 1    | -      | -      | 1      |
|        | Slowakei               | 1    | -      | -      | 1      |
| 11     | Kanada                 | -    | 3      | 1      | 4      |
| 12     | Ukraine                | -    | 2      | 2      | 4      |
| 13     | Volksrepublik China    | -    | 1      | 3      | 4      |
| 14     | Spanien                | -    | 1      | -      | 1      |
|        | Italien                | -    | 1      | -      | 1      |
|        | Slowenien              | -    | 1      | -      | 1      |
|        | Vereinigtes Königreich | -    | 1      | -      | 1      |
| 18     | Litauen                | -    | -      | 2      | 2      |
|        | Rumänien               | -    | -      | 2      | 2      |
| 20     | Finnland               | -    | -      | 1      | 1      |
|        | Neuseeland             | -    | -      | 1      | 1      |
| Gesamt | Gesamt                 | 27   | 27     | 27     | 81     |